# Baníuas
Os baníuas, banibas, baniwas, banivas ou walimanai (autodenominação) são um grupo indígena que habita a Colômbia e a Venezuela e o noroeste do estado brasileiro do Amazonas,  mais precisamente, as Áreas Indígenas Alto Rio Negro, Cubate, Cuiari, Içana-Aiari, Içana-Rio Negro, Kuripaco, Médio Içana, Médio Rio Negro I, Médio Rio Negro II e Xié .

## Etimologia
O nome "baníua" é utilizado de forma genérica para definir os povos de fala arauaque que vivem no rio Içana e seus afluentes. Segundo Wright   , que trabalhou com o povo Baníwa, essa não é uma autodesignação; eles se autodenominam, conforme suas fratrias, como Hohodene, Walipere-Dakenai e Dzauinai.  No Içana meridional e no Içana central, são chamados Baniwa. Já na Colômbia e Alto Içana (Brasil), são conhecidos como Curipaco e falam um dialeto da língua baníua, mas não se consideram como um subgrupo do povo baníua. Na Venezuela, são conhecidos como Waakuenai, na região da bacia do Rio Negro, autodenominação que significa "os da nossa língua". Eles também utilizam a autodenominação waakurikuperi  ("os que falam o mesmo idioma") . Todavia, em conversas com pessoas externas à comunidade, eles se referem a si próprios como "Baníwa". Provavelmente o termo  é  de origem nheengatu, mas nem mesmo os Baniwa  sabem explicar como surgiu esse exônimo. É possível  que esteja relacionado com a palavra "maniva".

## História
Os primeiros relatos sobre os Baniwas datam do século XVIII, mencionando uma aliança desse povo com os Caverre (um grupo Piapoco do rio Guaviare) para lutarem contra as expedições guerreiras de povos Karib, que estavam envolvidos no comércio de escravos com os espanhóis. Nesse mesmo século, segundo fontes portuguesas, havia alguns Baniwas capturados como escravos pelos Manaós na região do médio e alto rio Negro, e levados ao Forte da Barra do Rio Negro (atual cidade de Manaus).
Aqueles que sobreviviam às incursões escravistas formavam novas aldeias e assistam à progressiva derrota dos povos vizinhos. É possível que os Baniwas tenham absorvido os renegados e sobreviventes de outros povos indígenas. Vários sobreviventes das guerras portuguesas contra os Manaós e os Mayapena, entre 1720 e 1730, buscaram refúgios nos afluentes setentrionais. Mesmo após a abolição oficial da escravidão indígena em 1755, a caça aos escravos continuava em muitas áreas da Amazônia.
Na segunda metade do século XVIII, com a intensificação da colonização europeia, várias  doenças foram introduzidas entre os Baniwas pelos brancos, registrando-se epidemias de sarampo e varíola. O efeito das epidemias, aliado à deterioração das condições de vida e ao intenso abastecimento de mercadorias pelos brancos, convenceu os Baniwas a deixarem as suas aldeias e se mudarem para as novas vilas coloniais no rio Negro. Aqueles que decidiam ficar em suas terras eram forçados a sair pelos militares portugueses e, como  resistiam, eram considerados  "belicosos". No final do século XVIII, as colônias portuguesas e espanholas passaram por uma desorganização que permitiu que muitos desses povos abandonassem as cidades e conseguissem recuperar parcialmente e reorganizar a sua sociedade.
Por volta de 1830, os brancos voltaram à região do Alto Rio Negro, dessa vez como comerciantes. Porém, eles estavam aliados aos militares dos fortes de São Gabriel e Marabitanas para a arregimentação de mão de obra indígena para o Serviço Real, indústria e extração de produtos da floresta ou serviços domésticos nas casas das famílias da elite de Manaus. Tanto os comerciantes como os soldados lucraram muito com o comércio de mão de obra indígena durante esse período.
Diante dessa catástrofe demográfica e sucessivos ataques de militares, os Baniwas começaram a evitar cada vez mais os brancos. Surgiram, então, a partir de 1857, movimentos messiânicos profetizando o futuro e sempre apontando um branco como causador da destruição. Entre os Baniwas, houve o profeta Venâncio Camiko, que, entre as suas pregações, dizia que todos deveriam evitar qualquer relação social ou econômica com os brancos, pois só assim obteriam a salvação no paraíso prometido.
Na década de 1870, começa a grande exploração da borracha, e o Alto Rio Negro não fica isento de  exploração, com a chegada dos "patrões" que controlavam grandes extensões de terras e todos os recursos naturais que nelas houvesse. Na região dos Baniwas  - o rio Içana e seus afluentes -, o controle ficou com o espanhol Dom Germano Garrido y Otero, que permaneceu na região por mais de 50 anos. O ciclo da borracha significou uma grande destruição dos Baniwas e de outros vários povos indígenas da Amazônia.
Já no século XX, a partir de 1919, foram criados alguns postos do Serviço de Proteção ao Índio e, a partir de 1914, deu-se  o início das missões salesianas na região . A ideia dessas investidas era fazer um contato mais pacífico com os indígenas e evitar maiores perdas demográficas. No final de 1940, Sophia Muller, uma missionário evangélica norte-americana da Missão Novas Tribos, iniciou a evangelização dos curipacos na Colômbia e resolveu estender seu trabalho aos Baniwas do Brasil. Como os padres salesianos já estavam na região, houve um comum acordo de dividirem entre si as comunidades, formando núcleos evangélicos e católicos (divisão essa que permanece até os dias de hoje).
No final do século XX, os Baniwa enfrentaram uma nova onda de penetração "branca", a serviço da política de segurança nacional do Estado brasileiro ou dos interesses de companhias mineradoras. A partir dos anos 1970, quando foi anunciada a construção da rodovia Perimetral Norte (que atravessaria suas terras) e de pistas de pouso. A partir de  1986, com a implantação do Projeto Calha Norte, a área recebeu frequentes visitas de comissões do alto escalão do governo federal. Agravando a situação, desde o início da década de 1980, garimpeiros e, em seguida, companhias mineradoras, protegidos pela Polícia Federal, invadiram o território baníua, trazendo a destruição ambiental e vários casos de violência..
Diante dessas invasões, os Baniwa inicialmente reafirmaram sua postura histórica de autonomia com relação aos brancos. Os capitães das comunidades baníuas reivindicaram o controle sobre seus recursos minerais e se colocaram contra a presença de mineradores brancos em suas terras. A participação ativa desses líderes na Federação das Organizações Indígenas do Rio Negro, fundada em 1987, e na política partidária, além de diversas associações locais de comunidades baníuas - tais como a Organização Indígena da Bacia do Içana (OIBI), a Organização das Comunidades Indígenas do Rio Aiary (ACIRA), entre outras - representa uma nova configuração de articulações políticas que vem definindo as demandas concretas e específicas destas comunidades.

## Vida Religiosa
A parte religiosa dos Baniwa baseia-se tradicionalmente nos grandes ciclos mitológicos e rituais relacionados ao culto dos ancestrais; aos rituais com as flautas e trombetas sagradas; ao xamanismo e práticas dos pajés, rezadores e donos de canto; e a uma rica variedade de rituais de dança, chamados pudali, associados aos ciclos sazonais e ao amadurecimento de frutas. Segundo Wright  A utilização de substâncias psicoativas, mais especificamente o paricá e caapi, desempenham uma posição central tanto para a visão baníua da criação dos cosmos, quanto para as curas realizadas pelos xamãs, com a sua capacidade de "abrir", ou seja, "revelar" o escondido, o invisível, o encoberto no mundo.

## Baníuas notáveis
- Aldevan Baniwa
- André Baniwa